# Pyawbwe
Pyawbwe är en kommun i Myanmar.   Den ligger i regionen Mandalayregionen, i den centrala delen av landet, 100 km norr om huvudstaden Naypyidaw. Antalet invånare är 267 162.